# Xeneh

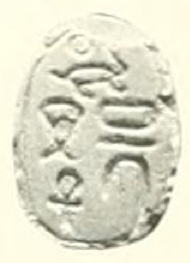
Escarabat de Xeneh

Xeneh (o Xenes) fou un faraó probablement de la dinastia XIV, però que no s'ha pogut situar cronològicament.
És conegut tan sols per la inscripció del seu nom en un escarabat. Podria ser el mateix faraó que apareix en una altra resta sota un nom que es llegeix com a Xenxek.